# Bakeridesia subcordata
Bakeridesia subcordata là một loài thực vật có hoa trong họ Cẩm quỳ. Loài này được (Hochr.) D.M.Bates mô tả khoa học đầu tiên năm 1973.